# Duncan Watmore
Duncan Ian Watmore (ur. 8 marca 1994 w Manchesterze) – angielski piłkarz występujący na pozycji napastnika w Sunderland A.F.C.